# La il·lusió còmica
La il·lusió còmica (francès: L'Illusion comique) és una comèdia en cinc actes, original de Pierre Corneille, escrita el 1635 i representada per primera vegada al Théâtre du Marais el 1636. Va ser publicada el 1639.
Hi ha una traducció al català feta per Marta Català i Carme Miralda, publicada el 1987.

## Sinopsi
Pridamant cerca el seu fill, que fa deu anys que no veu. Serà dut a la cova del mag Alcandre qui, amb el seu poder, li mostrarà la vida del seu fill durant tot el temps que no l'ha pogut veure.

## Personatges
- Alcandre, màg
- Pridamant, pare de Clindor
- Dorante, amic de Pridamant
- Matamore, capità gascó, enamorat d'Isabelle
- Clindor, servent del Capità i amant d'Isabelle
- Adraste, gentilhome, enamorat d'Isabelle
- Géronte, pare d'Isabelle.
- Isabelle, filla de Géronte.
- Lyse, serventa d'Isabelle.
- Carceller de Bordeus
- Patge del Capità
- Clindor, que fa el paper de Théagène, senyor anglès
- Isabelle, que fa el paper d'Hippolyte, dona de Théagène
- Lyse, que fa el paper de Clarine, serventa d'Hippolyte
- Eraste, escuder de Florilame
- Colla de criats d'Adraste
- Colla de criats de Florilame

## Traduccions
- La il·lusió còmica. Comèdia. Traducció i presentació de Marta Català i Carme Miralda. Edicions 62, Barcelona, febrer de 1987. Els llibres de l'Escorpí/Teatre. Col·lecció El Galliner, núm. 97.